# Стара Домброва (Лодзинське воєводство)
Стара Домброва (пол. Stara Dąbrowa) — село в Польщі, у гміні Пенчнев Поддембицького повіту Лодзинського воєводства.
У 1975-1998 роках село належало до Серадзького воєводства.